# Inkey and Co: Glad Eye
Inkey and Co: Glad Eye è un cortometraggio muto del 1913 diretto da Ernest Lepard.

## Trama
Per contrastare un rivale, un uomo si finge una ragazza.

## Produzione
Il film fu prodotto dalla HD Films.

## Distribuzione
Distribuito dalla Cosmopolitan Films, il film - un cortometraggio 116 metri - uscì nelle sale cinematografiche britanniche nel maggio 1913.